# Linea supracondylaris lateralis

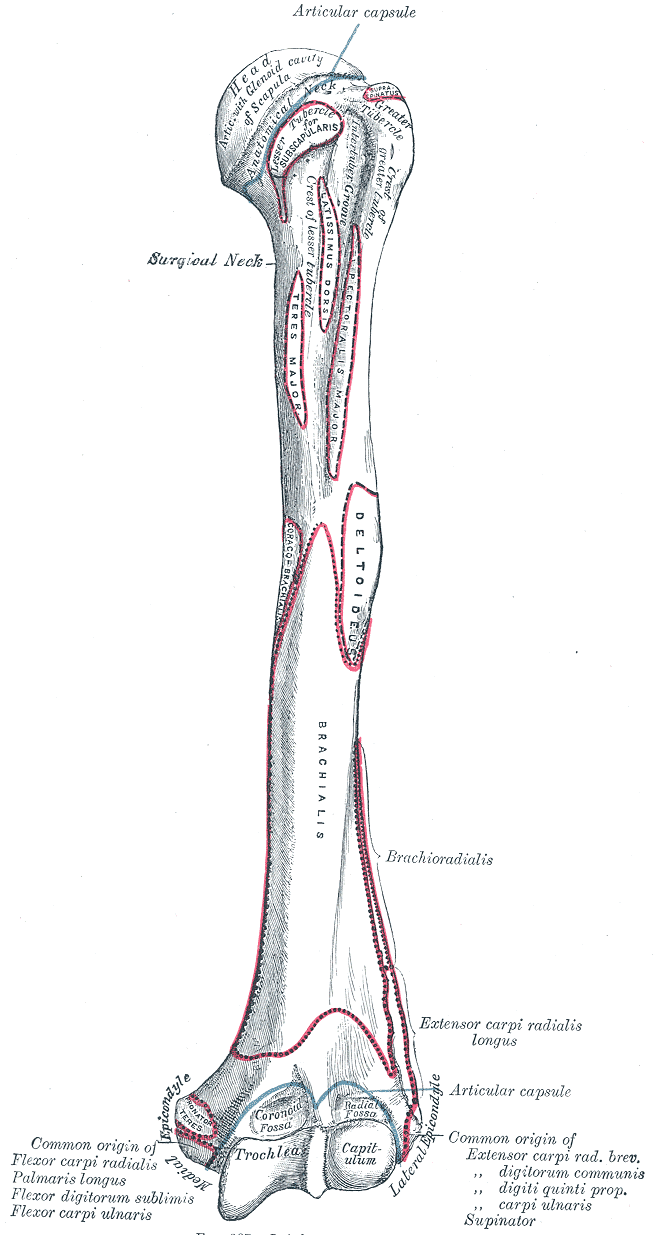
A felkarcsont (a linea supracondylaris lateralis nincs jelölve de az alsó rész jobb oldalán látható)

A linea supracondylaris lateralis a felkarcsont (humerus) alsó felének külső részén található durva vonulat. Az elülső része a musculus brachioradialisnak és a musculus extensor carpi radialis longusnak biztosít eredési helyet. A hátulsó rész pedig a háromfejű karizomnak (musculus triceps brachii) biztosít tapadási helyet.